# Dragon Ball Z: Fukkatsu no F
Dragon Ball Z: Resurrection 'F' (No Brasil: Dragon Ball Z: O Renascimento de Freeza; e em Portugal: Dragon Ball Z: A Ressurreição de Freezer), é um filme de Fantasia baseado na série de mangá Dragon Ball, foi lançado nos cinemas do Japão nos formatos 2D e 3D em 18 de abril de 2015. O filme é o segundo longa da franquia e também considerado uma parte oficial do enredo, sendo definido entre os capítulos 517 e 518 do mangá original, com Akira Toriyama profundamente envolvido na produção, sendo o primeiro A Batalha dos Deuses, em 2013. O filme marca o retorno do vilão Freeza, além do Deus da Destruição Bills e Whis, de "A Batalha dos Deuses". Chegou a faturar mais de 8 milhões de dólares somente em seu fim de semana de estreia. No Brasil, o filme foi lançado em 18 de junho de 2015.

## Sinopse
Sorbet e Tagoma são dois remanescentes do exército do vilão Freeza, que chegam à Terra em busca das Esferas do Dragão para ressuscitar o seu antigo líder. Eles conseguem trazer de volta o vilão, que é também um Imperador do Mal e que foi morto em uma batalha, ajudando-o a alcançar a última de suas transformações. Cabe novamente ao herói Goku recrutar seus amigos guerreiros Vegeta, Mestre Kame e seu filho mais velho Gohan. A trupe precisa unir suas forças para combater e afastar de uma vez por todas esse inimigo.

## Divulgação
O filme foi divulgado em julho de 2014, sob o título Dragon Ball Z 2015, tendo sido revelado um pôster teaser apresentando o personagem Son Goku em sua forma de Super Saiyajin utilizando a técnica do teletransporte, confirmando a presença do autor original na produção e design do personagem, sendo que a intenção do filme seria continuar a história do mangá. Também foi revelado que o longa é uma sequência de "A Batalha dos Deuses", assim apresentando os antagonistas do longa anterior, Bills e Whis. O autor por sua vez prometeu mais cenas de ação. Em 19 de julho foi revelado que o filme seria dirigido pelo supervisor de animação Tadayoshi Yamamuro. Mais tarde naquele mês, um trailer teaser foi divulgado, com o deus dragão Shenlong trazendo alguém de volta à vida, seguido de Goku se transformando em Super Saiyajin. Em Novembro de 2014 foi revelado o título oficial do filme: "Dragon Ball Z: Fukkatsu no F", assim como a data de estreia, sinopse e um novo pôster apresentando os personagens principais do longa, confirmando o retorno do vilão Freeza. Junto ao pôster também há a imagem de Sorbet e Tagoma, servos de Freeza criados especialmente pelo autor, que também assina o conceito, desenho dos personagens e roteiro do longa. Segundo Akira Toriyama, a ideia de incluir a letra “F” no título surgiu após ouvir a música de mesmo nome da banda Maximum The Hormone. A palavra Fukkatsu, significa ressurreição em japonês, e a letra F seria de Freeza.

## Dragon Ball Super
O segundo arco de história de Dragon Ball Super, a mais nova série de anime canônica da franquia Dragon Ball, conta os eventos de O Renascimento de Freeza, embora alguns detalhes tenham sido alterados, incluindo a adição de cenas extras e o diálogo expandido para cobrir o arco de 13 episódios.

## Elenco
| Personagem      | Intérprete        |
| --------------- | ----------------- |
| Goku            | Masako Nozawa     |
| Vegeta          | Ryō Horikawa      |
| Freeza          | Ryūsei Nakao      |
| Gohan           | Masako Nozawa     |
| Kuririn         | Mayumi Tanaka     |
| Piccolo         | Toshio Furukawa   |
| Tenshinhan      | Hikaru Midorikawa |
| Mestre Kame     | Masaharu Satō     |
| Bulma           | Hiromi Tsuru      |
| Videl           | Yuko Minaguchi    |
| Androide 18     | Miki Itō          |
| Jaco            | Natsuki Hanae     |
| Pilaf           | Shigeru Chiba     |
| Mai             | Eiko Yamada       |
| Shu             | Tesshō Genda      |
| Bills           | Kōichi Yamadera   |
| Whis            | Masakazu Morita   |
| Peixe Profético | Shoko Nakagawa    |
| Tagoma          | Kazuya Nakai      |
| Sorbet          | Shirō Saitō       |
| Shisami         | Tetsu Inada       |